# China nos Jogos Olímpicos de Verão de 1992
China competiu nos Jogos Olímpicos de Verão de 1992, realizados em Barcelona, na Espanha. 
Foi a quarta aparição do país nos Jogos Olímpicos, onde foi representado por 244 atletas, sendo 127 mulheres e 117 homens, que competiram em 23 esportes. A delegação chinesa obteve 54 medalhas, sendo 16 delas de ouro, 22 de prata e 16 de bronze, ficando em quarto lugar no quadro geral de medalhas.

## Medalhas
| Atleta | Esporte             | Evento                               | Medalha |
| --- | ------------------- | ------------------------------------ | ------- |
| Li Xiaoshuang | Ginástica artística | Solo masculino                       | Ouro    |
| Lu Li | Ginástica artística | Barras assimétricas                  | Ouro    |
| Chen Yueling | Atletismo           | 10 km marcha atlética feminina       | Ouro    |
| Sun Shuwei | Saltos ornamentais  | Plataforma 10 m individual masculino | Ouro    |
| Fu Mingxia | Saltos ornamentais  | Plataforma 10 m individual masculino | Ouro    |
| Gao Min | Saltos ornamentais  | Trampolim 3 m individual feminino    | Ouro    |
| Zhuang Xiaoyan | Judô                | Mais de 72 kg feminino               | Ouro    |
| Wang Yifu | Tiro                | Pistola de ar 10 m masculino         | Ouro    |
| Zhang Shan | Tiro                | Skeet                                | Ouro    |
| Qian Hong | Natação             | 100 m borboleta feminino             | Ouro    |
| Zhuang Yong | Natação             | 100 m livre feminino                 | Ouro    |
| Lin Li | Natação             | 200 m medley feminino                | Ouro    |
| Yang Wenyi | Natação             | 50 m livre feminino                  | Ouro    |
| Lu Lin Wang Tao | Tênis de mesa       | Duplas masculinas                    | Ouro    |
| Deng Yaping Qiao Hong | Tênis de mesa       | Duplas femininas                     | Ouro    |
| Deng Yaping | Tênis de mesa       | Individual feminino                  | Ouro    |
| Wang Xiaozhu Ma Xiangjun Wang Hong                                                                                                  | Tiro com arco       | Equipes femininas                    | Prata   |
| Lu Li | Ginástica artística | Trave                                | Prata   |
| Li Jing | Ginástica artística | Barras paralelas                     | Prata   |
| Li Jing | Ginástica artística | Argolas                              | Prata   |
| Guo Linyao Li Chunyang Li Dashuang Li Ge Li Jing Li Xiaoshuang                                                                      | Ginástica artística | Equipes masculinas                   | Prata   |
| Huang Zhihong | Atletismo           | Arremesso de peso feminino           | Prata   |
| Guan Weizhen Nong Qunhua | Badminton           | Duplas femininas                     | Prata   |
| \| Cong Xuedi Li Xin Liu Jun Wang Fang Zheng Dongmei He Jun Peng Ping Zheng Haixia Zheng Xiulin Li Dongmei Liu Qing Zhan Shuping \| | Basquetebol         | Feminino                             | Prata   |
| Tan Liangde | Saltos ornamentais  | Trampolim 3 m individual masculino   | Prata   |
| Wang Huifeng | Esgrima             | Florete individual feminino          | Prata   |
| Zhang Xiaodong | Vela                | Lechner feminino                     | Prata   |
| Li Duihong | Tiro                | Pistola livre 25 m feminino          | Prata   |
| Wang Yifu | Tiro                | Pistola livre 50 m masculino         | Prata   |
| Lin Li | Natação             | 200 m peito feminino                 | Prata   |
| Wang Xiaohong | Natação             | 200 m borboleta feminino             | Prata   |
| Lin Li | Natação             | 400 m medley feminino                | Prata   |
| Le Jingyi Lü Bin Zhuang Yong Yang Wenyi Zhao Kun                                                                                    | Natação             | Revezamento 4x100 m livre feminino   | Prata   |
| Zhuang Yong | Natação             | 50 m livre feminino                  | Prata   |
| Chen Zihe Gao Jun | Tênis de mesa       | Duplas femininas                     | Prata   |
| Qiao Hong | Tênis de mesa       | Individual feminino                  | Prata   |
| Lin Qisheng | Halterofilismo      | Até 52 kg masculino                  | Prata   |
| Liu Shoubin | Halterofilismo      | Até 56 kg masculino                  | Prata   |
| Guo Linyao | Ginástica artística | Barras paralelas                     | Bronze  |
| Li Xiaoshuang | Ginástica artística | Argolas                              | Bronze  |
| Li Chunxiu | Atletismo           | 10 km marcha atlética feminina       | Bronze  |
| Qu Yunxia | Atletismo           | 1500 m feminino                      | Bronze  |
| Li Yongbo Tian Bingyi | Badminton           | Duplas masculinas                    | Bronze  |
| Lin Yanfen Tian Bingyi | Badminton           | Duplas femininas                     | Bronze  |
| Huang Hua | Badminton           | Individual feminino                  | Bronze  |
| Tang Jiuhong | Badminton           | Individual feminino                  | Bronze  |
| Xiong Ni | Saltos ornamentais  | Plataforma 10 m individual masculino | Bronze  |
| Li Zhongyun | Judô                | Até 52 kg feminino                   | Bronze  |
| Zhang Di | Judô                | Até 61 kg feminino                   | Bronze  |
| Gu Xiaoli Lu Huali | Remo                | Skiff duplo feminino                 | Bronze  |
| Ma Wenge | Tênis de mesa       | Individual masculino                 | Bronze  |
| Luo Jianming | Halterofilismo      | Até 56 kg masculino                  | Bronze  |
| He Yingqiang | Halterofilismo      | Até 60 kg masculino                  | Bronze  |
| Sheng Zetian | Lutas               | Greco-romana até 57 kg masculino     | Bronze  |
| Cong Xuedi Li Xin Liu Jun Wang Fang Zheng Dongmei He Jun Peng Ping Zheng Haixia Zheng Xiulin Li Dongmei Liu Qing Zhan Shuping       |                     |                                      |         |